# ГЕС Мананталі
ГЕС Мананталі – гідроелектростанція на крайньому заході Малі. Споруджена на лівому витоку Сенегалу річці Бафінг, знаходиться вище від ГЕС Felou (розташована вже безпосередньо на річці Сенегал) та становить верхній ступінь в каскаді. Також можна відзначити, що станом на другу половину 2010-х між цими двома станціями ведеться будівництво ГЕС Gouina.
Будівництво комплексу почалось у 1982 році. За шість років вдалось завершити передбачену проектом греблю, проте доповнення її машинним залом дещо затягнулось через прикордонний конфлікт, що виник у 1989-му між Сенегалом та Мавританією. Роботи відновились в кінці 1990-х та нарешті завершились введенням комплексу в експлуатацію у 2002 році.   
В межах проекту Сенегал перекрили земляною греблею з центральною бетонною частиною висотою 68 метрів та довжиною 1460 метрів, яка утворила водосховище із площею поверхні 477 км2 та об’єм 11,3 млрд м3. Інтегрований у бетонну споруду машинний зал обладнано п’ятьма турбінами типу Каплан потужністю по 40 МВт, які при напорі у 46 метрів забезпечують виробництво 807  млн кВт-год електроенергії на рік.
Видача продукції відбувається по ЛЕП, що працює під напругою 225 кВ.
Проект, як і всі наступні ГЕС каскаду, реалізувала Організація з розвитку річки Сенегал (Organisation pour la mise en valeur du fleuve Sénégal, OMVS), створена спільно Малі, Сенегалом та Мавританією. Відповідно, вироблена електроенергія ділиться між цими трьома країнами. 
Окрім виробництва електроенергії проект повинен був забезпечити зрошення 225 тисяч гектарів земель (разом з греблею Діама, яка захищає устя річки від надходження солоної води з Атлантичного океану), в основному у Сенегалі та Мавританії. При цьому припинення традиційних розливів річки зашкодило попередній місцевій агрокультурі, якою займались кілька сот тисяч осіб. 